# The Day After
The Day After – piąty studyjny album amerykańskiego rapera Twisty. Został wydany 4 października, 2005 roku nakładem wytwórni Atlantic Records. Album został zatwierdzony jako złoto, jednak sprzedał się słabiej od poprzednika, Kamikaze.

## Lista utworów
1. "The Day After" (feat. Syleena Johnson)
2. "Check That Hoe"
3. "Chocolate Fe's And Redbones" (feat. Johnny P)
4. "Get It How You Live"
5. "Lavish" (feat. Pharrell)
6. "Girl Tonite" (feat. Trey Songz)
7. "Do Wrong" (feat. Lil’ Kim)
8. "Heartbeat"
9. "Holding Down The Game"
10. "When I Get You Home (A.I.O.U)" (feat. Pharrell & Jamie Foxx)
11. "So Lonely" (feat. Mariah Carey)
12. "Had To Call" (feat. Snoop Dogg & Sleepy Eyed Jones)
13. "Out Here" (feat. Juvenile & Speedknot Mobstaz)
14. "I'm A Winner"
15. "Hit the Floor" (feat. Pitbull)